# René de Birague
René de Birague, właśc. Renato Birago (ur. 3 lutego 1507 w Mediolanie, zm. 24 listopada 1583 w Paryżu) – francuski kardynał.

## Życiorys
Urodził się 3 lutego 1507 roku w Mediolanie, jako syn Giangiacoma Galeazza Biraga i Anny Trivulzio. Po studiach uzyskał doktorat z prawa, a po zakończeniu wojen włoskich, on i jego trzej bracia uciekli do Francji, by uniknąć gniewu Ludwika Sforzy. Przez Hiszpanów był uważany za zdrajcę, więc jego majątek został skonfiskowany. Poślubił Valentinę Balbiano, z którą miał dwoje dzieci: Vespasiana i Francescę. W 1565 roku przyjął obywatelstwo francuskie. Po śmierci żony w 1572 roku wstąpił do stanu duchownego i został ambasadorem Francji na sobór trydencki, a następnie przy cesarzu. Karol IX mianował go strażnikiem pieczęci królewskiej i członkiem tajnej Rady Stanu. W nagrodę za poparcie masakry w noc św. Bartłomieja w 1572 roku, otrzymał funkcję kanclerza Francji. Rok później został biskupem Lodève. 21 lutego 1578 roku został kreowany kardynałem prezbiterem, jednak nie otrzymał kościoła tytularnego. W 1580 roku zrezygnował z zarządzania diecezją. Zmarł 24 listopada 1583 roku w Paryżu.